# Пестово (Трегубовский сельсовет)
Пестово — деревня в Великоустюгском районе Вологодской области.
Входит в состав Трегубовского сельского поселения, с точки зрения административно-территориального деления — в Трегубовский сельсовет.
Расстояние по автодороге до районного центра Великого Устюга — 14,7 км, до центра муниципального образования Морозовицы — 8,9 км. Ближайшие населённые пункты — Морозовица, Барсуково, Каликино, Заозерье, Ивашево.
По переписи 2002 года население — 37 человек (18 мужчин, 19 женщин). Основные национальности — русские (57 %), цыгане (40 %).